# 対馬市立豊玉小学校
対馬市立豊玉小学校（つしましりつ とよたましょうがっこう, Tsushima City Toyotama Elementary School）は、長崎県対馬市豊玉町
仁位（にい）にある公立小学校。対馬中部にある小学校である。

## 概要
歴史
1974年（昭和49年）に当時の豊玉村にあった小学校3校を統合して開校した。2009年（平成21年）に創立35周年を迎えた。
校訓
「洗心」（開校当初の校訓は「和」であったが、1984年（昭和59年）に「洗心」に変更された。）
校章
中央に「小」の文字を図案化した絵を置く。
校歌
作詞は豊玉小学校教職員、作曲は中原達郎による。歌詞は3番まであり、各番とも校名の「あゝ豊玉 豊玉小学校」で終わる。
校区
住所表記で対馬市豊玉町全域。
中学校区は対馬市立豊玉中学校。

## 沿革
旧・仁位小学校（にい）
- 1875年（明治8年）
  - 3月 - 旧寺・庵明憧寺に「第五大学区第四中学区[4]（大船越学区）仁位村小学校」が開校。後に下等科を設置し、「仁位学区下等仁位小学校」となる。
  - 11月 - 鹿原に移転。
- 1882年（明治15年）- 小学中等科初等科併置学則の改正により、「仁位学区公立中等仁位小学校」と改称。
- 1886年（明治19年）- 小学校令により、中等科・初等科を廃止の上、簡易科を設置し、「仁位学区簡易仁位小学校」に改称。
- 1891年（明治24年）9月1日 - 尋常科（修業年限4ヶ年）を設置の上、「仁位学区尋常仁位小学校」に改称。教育勅語を下賜[5]。
- 1893年（明治26年）
  - 4月1日 - 校名を「仁位尋常小学校」に改称（「尋常」の位置を変更）。
  - 5月 - 新校舎が完成。
  - 6月 - 開校式を挙行。
- 1901年（明治34年）4月 - 補習科（修業年限2ヶ年）を設置（尋常科4年・補習科2年）。
- 1908年（明治41年）4月 - 義務教育が尋常科4年が尋常科6年に延長されたため、補習科を廃止[6]（尋常科6年）。島嶼町村制施行により、下県郡仁位村が発足し、その所管となる。
- 1915年（大正4年）4月1日 - 高等科（2ヶ年）を併置し、「仁位尋常高等小学校」に改称。
  - この当時の児童数は尋常科65名、高等科27名。高等科併置に伴い、清玄寺（現・中対馬振興部[7]）に校舎を増設。
- 1930年（昭和5年）11月 - 桜町[8]に新校舎が完成。
- 1941年（昭和16年）4月1日 - 国民学校令により、「仁位村立仁位国民学校」に改称。尋常科を初等科に改称（初等科6年・高等科2年）。
- 1947年（昭和22年）4月1日 - 学制改革（六・三制の実施）。
  - 旧・仁位国民学校の初等科が改組され、「仁位村立仁位小学校」となる。
  - 旧・仁位国民学校の高等科および旧・仁位青年学校が改組され、「仁位村立仁位中学校[9]」（新制中学校）となる。当初小学校に併設。小学校と旧青年学校を仮校舎として使用。
- 1950年（昭和25年）5月21日 - 中学校の新校舎が完成し、小学校との併設を解消し、独立。
- 1952年（昭和27年）- 長崎県立対馬高等学校定時制仁位分校（長崎県立豊玉高等学校の前身）に1室を貸与。
- 1953年（昭和28年）9月1日 - 対馬高等学校定時制仁位分校の新校舎が完成し、貸与1室が返還。
- 1955年（昭和30年）3月20日 - 仁位村と奴加岳[10]村の合併により豊玉村が発足。これに伴い、「豊玉村立仁位小学校」に改称。
- 1959年（昭和34年）- 裏側校舎を増設。
- 1962年（昭和37年）3月 - ミルク給食を開始。
- 1967年（昭和42年）10月 - 校歌を制定。
- 1974年（昭和49年）3月31日 - 統合のため閉校。

旧・嵯峨小学校（さが）

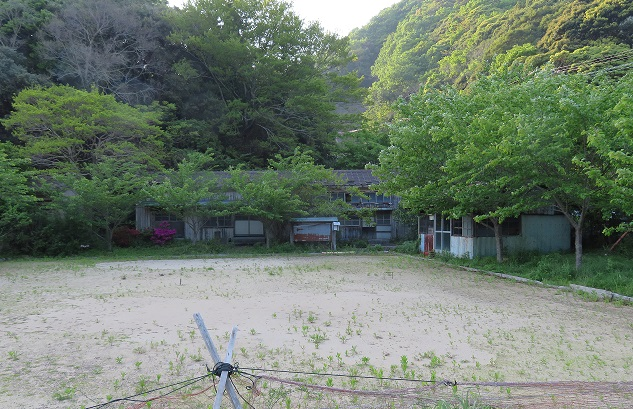
嵯峨小学校跡

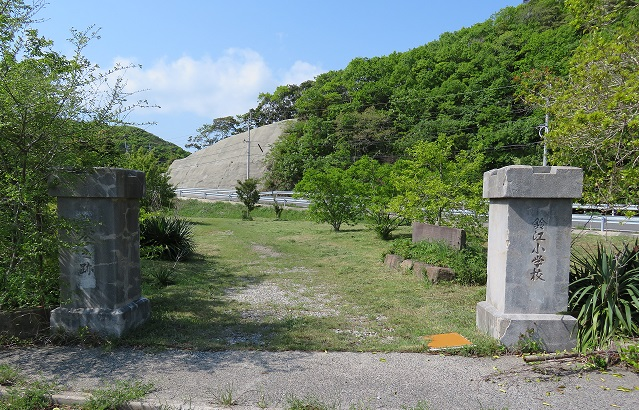
鈴江小学校跡

- 1874年（明治7年）6月1日 - 「第五大学区第四中学区嵯峨小学校・佐志賀小学校・貝鮒小学校・糸瀬小学校」が開校（文部省により正式に認可される）。
- 1885年（明治18年）頃の名称 - 「仁田学区公立中等仁田小学校下等嵯峨分校・下等佐志賀分校・下等貝鮒分校・下等糸瀬分校」
- 1886年（明治19年）- 小学校令により簡易科を設置の上、「仁田学区簡易嵯峨小学校・簡易佐志賀小学校・簡易貝鮒小学校・簡易糸瀬小学校」となる。
- 1891年（明治24年）9月1日 - 尋常科を設置し「仁田学区尋常嵯峨小学校」と改称。佐志賀・貝鮒・糸瀬の簡易小学校3校を統合。
- 1893年（明治26年）4月1日 - 「嵯峨尋常小学校」となる。
- 1901年（明治34年）- 女子対象に裁縫科を設置。
- 1908年（明治41年）4月1日 - 島嶼町村制施行により、下県郡仁位村が発足し、その所管となる。義務教育延長に伴い、尋常科5年を設置。
- 1909年（明治42年）4月1日 - 尋常科6年を設置。
- 1913年（大正2年）11月 - 嵯峨779番地に校舎が完成。
- 1918年（大正7年）5月 - 加藤分教場を設置。
- 1921年（大正10年）5月 - 高等科を併置し、「嵯峨尋常高等小学校」に改称。
- 1925年（大正14年）7月 - 加藤分教場校舎を改築し、同運動場を拡張。
- 1926年（大正15年）4月 - 併置の嵯峨農業補習学校が青年訓練認定となる。
- 1929年（昭和4年）1月 - 講堂が完成。
- 1938年（昭和13年）7月 - 加藤分教場の校舎を増築。
- 1935年（昭和14年）6月1日 - 青年学校令により、併置の青年訓練認定嵯峨農業補習学校が嵯峨青年学校に改称。
- 1941年（昭和16年）4月1日 - 国民学校令により、「仁位村立嵯峨国民学校」に改称。尋常科を初等科に改称。
- 1944年（昭和19年）3月 - 加藤分教場が分離の上、仁位村立加藤国民学校[11]として独立。
- 1947年（昭和22年）4月1日 - 学制改革（六・三制の実施）。
  - 旧・嵯峨国民学校の初等科が改組され、「仁位村立嵯峨小学校」となる。
  - 旧・嵯峨国民学校の高等科および旧・嵯峨青年学校が改組され「仁位村立嵯峨中学校」（新制中学校）となり、小学校に併設。
- 1948年（昭和23年）4月1日 - 併設の嵯峨中学校が仁位村立仁位中学校[9]に統合。これにより併設を解消し、単独校となる。
- 1955年（昭和30年）3月20日 - 仁位村と奴加岳[10]村の合併により豊玉村が発足。これに伴い、「豊玉村立嵯峨小学校」に改称。
  - この時の新村名募集で嵯峨小学校1年生が当選した。
- 1960年（昭和35年）7月 - JRCに加盟。
- 1965年（昭和40年）3月15日  - 嵯峨410番地に新校舎が完成。
- 1974年（昭和49年）3月31日 - 統合により閉校。

旧・鈴江小学校（すずえ）
- 1874年（明治7年）6月1日 - 「第五大学区第四中学区（大船越学区）佐保小学校」（さほ）が開校（文部省により正式に認可される）。当初の訓導は笠原養玄。
- 1875年（明治8年）3月4日 - 「第五大学区第四中学区仁位小学校佐保分校」となる。
- 1880年（明治13年）- 佐保分校から分離する形で「卯麦分校」が創立。
- 1883年（明治16年）- 「仁位学区公立中等仁位小学校下等佐保分校」・「仁位学区公立中等仁位小学校下等卯麦分校」となる。
- 1885年（明治18年）頃の名称 - 「仁田学区公立中等仁田小学校下等佐保分校・下等卯麦分校」
- 1886年（明治19年）- 小学校令により佐保分校を統合し、簡易科を設置の上「卯麦学区簡易卯麦小学校」となる（仁位学区から卯麦学区が分離）。
- 1891年（明治24年）9月1日 - 尋常科を設置し「卯麦学区尋常卯麦小学校」と改称。教育勅語謄本を下賜。
- 1893年（明治26年）4月1日 - 「卯麦尋常小学校」となる（「尋常」の位置が変わる）。
- 1895年（明治28年）4月 - 補習科（修業年限3ヶ年）を設置。
- 1901年（明治34年）- 補習科を廃止。
- 1902年（明治35年）
  - 5月17日 - 佐保村字鈴江に新校舎を建設。
  - 9月 - 「鈴江尋常小学校」に改称。
- 1908年（明治41年）4月1日 - 島嶼町村制施行により、下県郡奴加岳村が発足し、その所管となる。義務教育期間延長に伴い、尋常科5年を設置。
- 1909年（明治42年）4月1日 - 尋常科6年を設置。
- 1915年（大正4年）7月14日 - 鈴江農業補習学校が併置される。
- 1917年（大正6年）3月31日 - 奴加岳村青年団が発足。
- 1922年（大正11年）4月 - 高等科を併置し、「鈴江尋常高等小学校」に改称。
- 1924年（大正13年）
  - 1月24日 - 国民精神作興ニ関スル詔書が下賜。
  - 4月1日 - 本村中部女子青年団が発足。
- 1926年（大正15年）4月 - 併置の鈴江農業補習学校が青年訓練認定となる。
- 1931年（昭和6年）7月25日 - 鈴江少年団を結成。
- 1933年（昭和8年）1月1日 - 後援会が発足。
- 1935年（昭和10年）10月6日 - 新校舎が完成。
- 1939年（昭和14年）6月1日 - 青年学校令により、併置の青年訓練認定鈴江農業補習学校が鈴江青年学校に改称。
- 1941年（昭和16年）
  - 4月1日 - 国民学校令により、「奴加岳村立鈴江国民学校」に改称。尋常科を初等科に改称。
  - 6月4日  - 鈴江青年学校が奴加岳高等実業青年学校として独立。併設を解消。
- 1944年（昭和19年）7月28日 - 奉安殿下の退避壕が完成。
- 1947年（昭和22年）4月1日 - 学制改革（六・三制の実施）。
  - 旧・鈴江国民学校の初等科が改組され、「奴加岳村立鈴江小学校」となる。
  - 旧・鈴江国民学校の高等科および旧・鈴江青年学校が改組され「奴加岳村立鈴江中学校」（新制中学校）となり、小学校に併設。
- 1948年（昭和23年）9月20日 - 育成会（PTA）が発足。
- 1951年（昭和26年）10月14日 - ルース台風により、中学校校舎（旧・高等実業青年学校）が半壊。
- 1953年（昭和28年）4月3日 - 校舎を増築。
- 1955年（昭和30年）3月20日 - 仁位村と奴加岳村の合併により豊玉村が発足。これに伴い、「豊玉村立鈴江小学校」に改称。
- 1957年（昭和32年）4月1日 - 併設の鈴江中学校が豊玉村立仁位中学校[9]に統合。これにより併設を解消し、単独校となる。
- 1960年（昭和35年）7月 - JRCに加盟。
- 1963年（昭和38年）11月6日  - ミルク給食を開始。
- 1973年（昭和48年）11月11日  - 創立100周年記念式典を挙行。
- 1974年（昭和49年）3月31日 - 統合により閉校。

豊玉小学校
- 1974年（昭和49年）4月1日 - 豊玉村立小学校3校（仁位・嵯峨・鈴江）を統合し、「豊玉村立豊玉小学校」が開校。
- 1975年（昭和50年）4月1日 - 町制施行にともない、「豊玉町立豊玉小学校」に改称。
- 1976年（昭和51年）3月 - 体育館が完成。校歌・校章を制定。
- 1977年（昭和52年）2月 - ヒトツバタゴ等の樹木を旧・仁位小学校校地から移植。
- 1980年（昭和55年）3月 - 架橋のために校門を移設。
- 1984年（昭和59年）4月 - 校訓を「和」から「洗心」に変更。
- 2004年（平成16年）3月1日 - 対馬市の発足に伴い、「対馬市立豊玉小学校」（現校名）となる。
- 2015年（平成27年）4月1日 - 対馬市立塩浦小学校（北緯34度23分14.0秒 東経129度21分4.2秒 / 北緯34.387222度 東経129.351167度）を統合。
- 2021年（令和3年）4月1日 - 対馬市立小綱小学校を統合。
- 2022年（令和4年）4月1日 - 対馬市立南小学校を統合[12]。
- 2023年（令和5年）4月1日 - 対馬市立乙宮小学校を統合。

## アクセス
最寄りのバス停
- 対馬交通・対馬市営バス 「豊玉小前」「仁位浜口」バス停

最寄りの道路
- 国道382号
- 長崎県道232号唐崎岬線

## 周辺
- 長崎県立豊玉高等学校
- 対馬市立豊玉中学校
- 対馬市立比田勝幼稚園
- 仁位へき地保育所
- 対馬振興局道路課仁位駐在
- 対馬市役所中対馬振興部・対馬市議会（旧・豊玉地域活性化センター、旧・豊玉町役場）
- 対馬南警察署豊玉警察官駐在所
- 対馬市消防本部豊玉出張所
- 豊玉診療所・福祉センター
- 豊玉郵便局
- JA対馬中対馬支店
- 対馬地区家畜診療所